# Stenfolket
|  | Denne artikel er oprettet af botten PalnaBot ud fra en ekstern database. Den kan derfor have sproglige fejl eller mangler. Denne skabelon kan fjernes efter kontrol af indholdet. |

Stenfolket er en dansk dokumentarfilm fra 2000 skrevet og instrueret af Asger Thor.

## Handling
En film om alfer og huldrefolk på Island. En mand fortæller en meget speciel historie om hvordan han, både som barn og senere som voksen har mødt huldrefolk der boede inde i en klippevæg. Af huldrefolket fik han en magisk sten, der har hjulpet ham gennem livets vanskeligheder.